# Battaglia del Mare di Giava
La battaglia del Mare di Giava venne combattuta tra le forze navali alleate nell'area del sud-est asiatico, sotto il comando olandese e la sigla ABDA (American-British-Dutch-Australian Command), e le forze imperiali giapponesi, composte dalla Forza Sud della Marina imperiale giapponese.
Le operazioni navali terminarono disastrosamente per gli alleati e, di conseguenza, le forze terrestri prive di appoggio navale e rifornimenti dovettero capitolare entro breve tempo. Le forze che ne furono in grado si ritirarono verso l'Australia. Tutti i possedimenti delle Indie orientali olandesi caddero sotto il controllo giapponese.
Le forze alleate furono sottoposte a bombardamenti aerei e il combattimento navale che seguì vide l'affondamento di 3 incrociatori prima, poi altri 2 incrociatori e 4 cacciatorpediniere.

## Ordine di battaglia
- ABDA

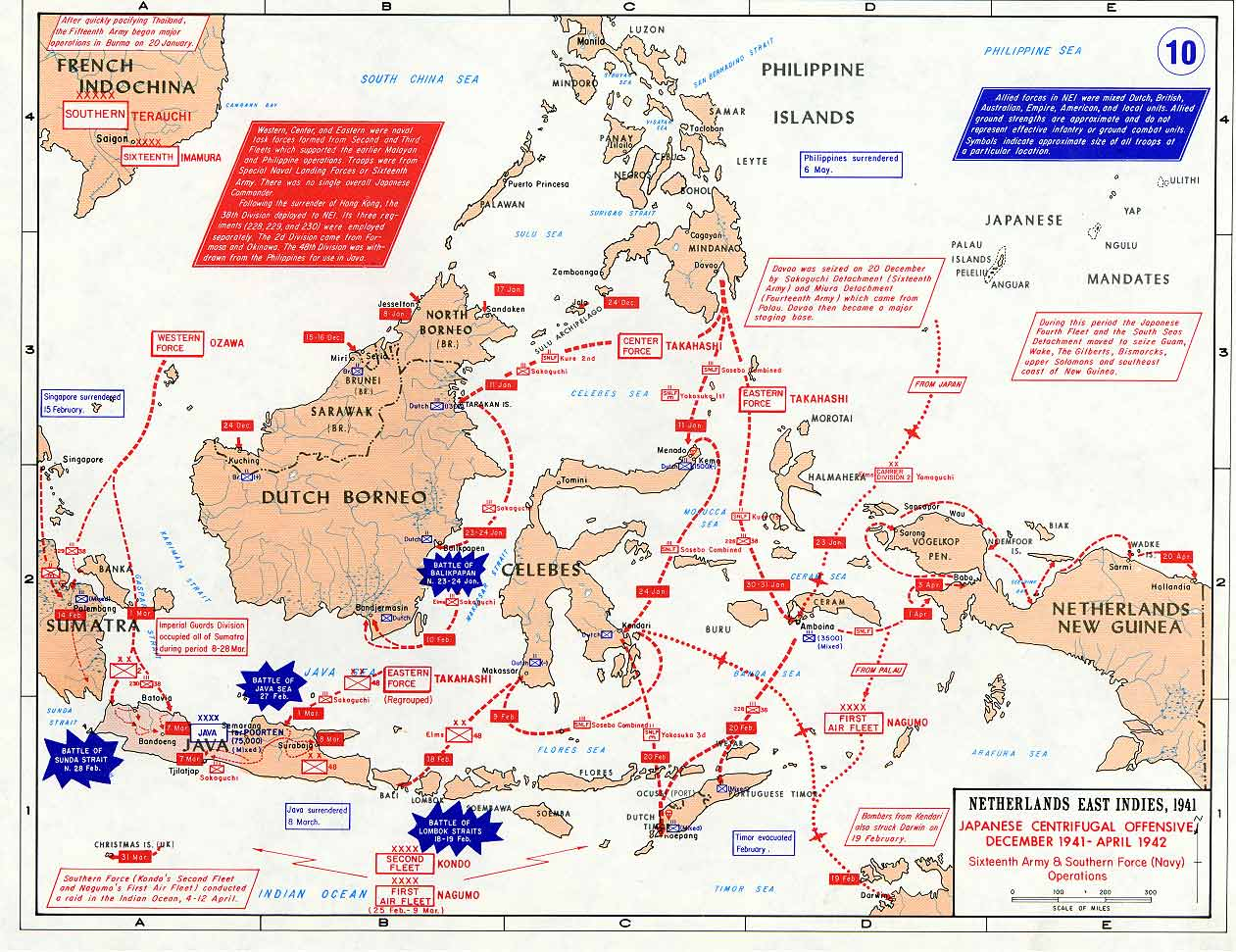
Mappa delle operazioni della campagna delle Indie Olandesi del 1942

  - 2 incrociatori pesanti: HMS Exeter e USS Houston;
  - 3 incrociatori leggeri: Hr. Ms. De Ruyter (ammiraglia di Doorman), Hr. Ms. Java, HMAS Perth;
  - 10 cacciatorpediniere: HMS Electra, HMS Encounter, HMS Jupiter, Hr. Ms. Kortenaer, Hr. Ms. Witte de With, Hr. Ms. Evertsen, USS Alden, USS John D. Edwards, USS John D. Ford e USS Paul Jones[1].
- Impero giapponese
  - 2 incrociatori pesanti: Nachi e Haguro
  - 2 incrociatori leggeri: Naka e Jintsu;
  - 14 cacciatorpediniere: Yudachi, Samidare, Murasame, Harusame, Minegumo, Asagumo, Yukikaze, Tokitsukaze, Amatsukaze, Hatsukaze, Yamakaze, Kawakaze, Sazanami, e Ushio.

## Il prologo
La battaglia iniziò attorno alle navi da trasporto giapponesi, con le navi alleate che cercavano di stringere la distanza per colpire. I cacciatorpediniere giapponesi lanciarono varie salve di siluri Type 93 (in tutto 96), ma uno solo andò a segno affondando il cacciatorpediniere Kortenaer. I vari scambi di artiglieria invece non diedero alcun esito, eccetto un colpo alle caldaie dell'Exeter che lo costrinse a ridurre notevolmente la velocità e allontanarsi. Anche il cacciatorpediniere Electra venne affondato dopo aver incassato varie cannonate.

## La battaglia

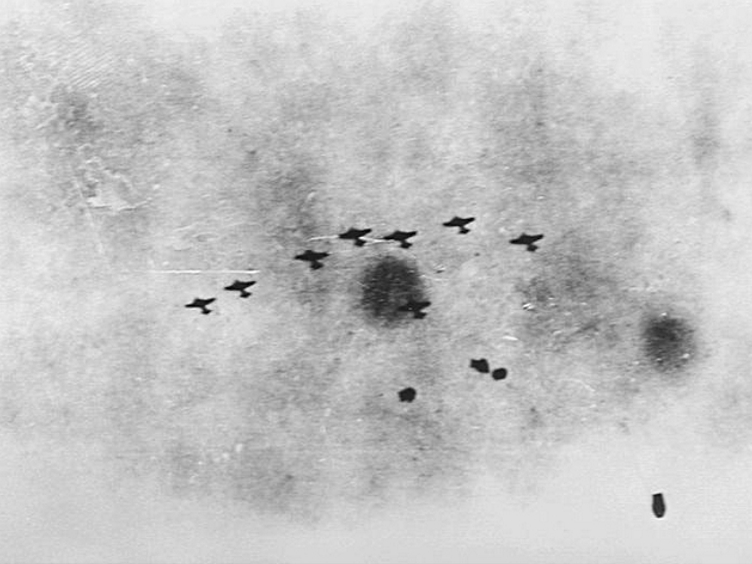
Bombe di aerei provenienti dalla portaerei leggera Ryujo contrastati dalla contraerea, visti dall'incrociatore australiano HMAS Hobart

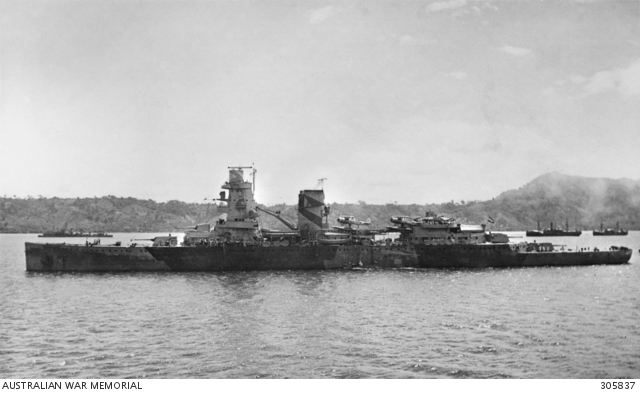
L'incrociatore HNLMS De Ruyter all'ancora nel febbraio 1942, poco prima della battaglia.

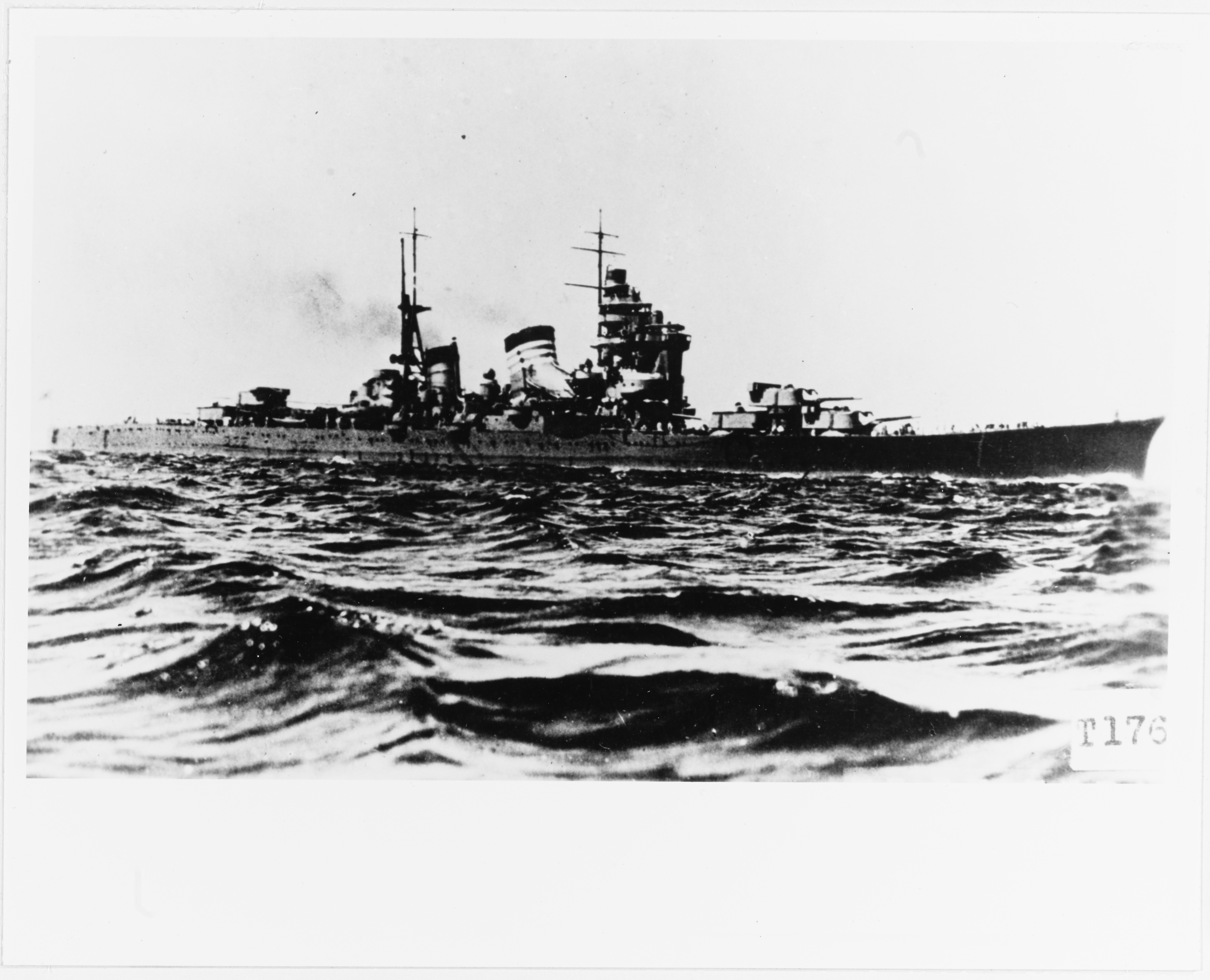
L'incrociatore giapponese Haguro (in foto) affondò il De Ruyter, uccidendo l'ammiraglio Karel Doorman

Già in precedenza la forza d'attacco era stata fatta segno ai siluri dell'incrociatore Jintsu e di alcuni cacciatorpediniere, ma una pronta accostata comandata da Doorman aveva evitato la salva. Nel fare rotta a nordest, la forza trovò una serie di uomini in mare, superstiti dell'affondamento del Kortenaer, e il cacciatorpediniere Encounter venne distaccato per assistere i naufraghi. La forza quindi era ridotta ai soli 4 incrociatori (l'Exeter si era allontanato a velocità ridotta). 
Ai cacciatorpediniere statunitensi venne data l'autorizzazione di fare rotta su Surabaya per rifornirsi; la squadra fece rotta ad ovest e verso le 21:45 del 27 febbraio 1942, durante la manovra, il cacciatorpediniere Jupiter saltò in aria su una mina.
Avendo successivamente fatto rotta a nord, alle 22 circa le navi alleate si trovarono questa volta su rotta parallela a quella delle navi nipponiche, e sotto il preciso fuoco degli incrociatori pesanti giapponesi, ognuno con 10 cannoni da 203 mm e siluri pesanti. Lo scambio di artiglierie fu inefficace, ma verso le 23 venne lanciata dai giapponesi una nuova salva di siluri, 8 dal Nachi e 4 dall'Haguro.
Nell'attacco, l'HNLMS De Ruyter venne affondato insieme col Java. L'ammiraglio Doorman trovò la morte durante l'affondamento della sua nave, ma prima diede ordine agli incrociatori Perth e Houston di sganciarsi e raggiungere un porto amico. I quattro cacciatorpediniere statunitensi del DesRon58 (Destroyer Squadron 58), USS Alden, USS John D. Edwards, USS John D. Ford e USS Paul Jones, coprirono la ritirata degli incrociatori che fecero rotta verso i porti australiani.

## Il seguito
Nessuna delle navi maggiori raggiunse porti amici. L'HMS Exeter, scortata dai cacciatorpediniere HNLMS Witte de With e HMS Encounter, che l'aveva raggiunta coi naufraghi del Kortenaer fu raggiunta anche dai caccia del DesRon58 e puntò verso lo stretto della Sonda ad ovest a 23 nodi, il massimo delle possibilità della Exeter. Avvistate alle 04:00 del 1º marzo altre navi (evidentemente nemiche, non essendoci altre forze ABDA nell'area), la squadra cambiò rotta verso sud-est e poi est. Circondata da 4 incrociatori pesanti ed almeno 5 cacciatorpediniere di scorta, la Exeter ormai immobilizzata e senza energia elettrica venne affondata da cacciatorpediniere giapponesi insieme con i suoi due caccia di scorta; i cacciatorpediniere statunitensi riuscirono a nascondersi in un piovasco e sfuggire alle navi giapponesi rasentando la costa.
Gli altri due incrociatori, il Perth e lo Houston, il 28 febbraio ricevettero l'ordine di raggiungere Tjilatjap attraverso lo stretto della Sonda. Per caso, anche il convoglio di invasione della 16ª armata giapponese con la sua scorta ravvicinata di un incrociatore leggero, il Natori e 7 cacciatorpediniere, si trovavano nell'area e le due navi vennero avvistate dal cacciatorpediniere nipponico Fubuki che li seguì furtivamente. Quando le due navi avvistarono un'altra nave nella nebbia, a circa 8 km, ritenendo potesse essere una corvetta australiana di pattuglia tentarono di scambiare i segnali di riconoscimento, e in mancanza di corretta risposta aprirono il fuoco. Oltre alla scorta ravvicinata del convoglio giapponese, nell'area era presente anche la scorta distante della quale faceva parte la 1ª divisione incrociatori, con i due incrociatori pesanti classe Mogami, il capoclasse omonimo e il Mikuma. Nella battaglia che seguì, i due incrociatori vennero affondati, con 696 morti sullo Houston e 375 sul Perth. Entrambi i capitani vennero uccisi in combattimento. Il Mikuma ebbe 6 morti ed 11 feriti per i colpi da 203mm ricevuti dallo Houston. Perdite minori sui caccia Shirayuki  e Harukaze. Anche alcuni trasporti giapponesi vennero affondati per fuoco amico, dalle raffiche di siluri lanciati nella notte dai cacciatorpediniere giapponesi. Su uno di essi si trovava il tenente generale Hitoshi Imamura, comandante delle forze di invasione, che si salvò tuffandosi in mare e venne ripescato più tardi. Due dei trasporti e un dragamine furono persi, mentre altri due vennero rimessi a galla in seguito. Nel frattempo, il cacciatorpediniere olandese Evertsen, che navigava indipendentemente lungo la stessa rotta, venne avvistato e attaccato ma in primo tempo riuscì a sfuggire, dovendo però invertire la rotta. Più tardi, anch'esso venne individuato e affondato dai due cacciatorpediniere Murakumo e Shirakumo.

### Siti web
- Australia - Second World War Official Histories, su awm.gov.au.

### Supporti Visuali
- (NL) Niek Koppen (Director), Slag in de Javazee, De (The Battle of the Java Sea), su imdb.com, Netherlands, 1995. — documentario di 135 minuti sulla battaglia. Vincitore del premio "Golden Calf" come "Best Long Documentary" al Nederlands Film Festival del 1996.